# Jan Szupryczyński
Jan Szupryczyński (ur. 27 czerwca 1934 w Chełmnie) – polski geograf i badacz krajów polarnych, specjalista w zakresie geomorfologii i fizjografii urbanistycznej, profesor emeritus Uniwersytetu Mikołaja Kopernika w Toruniu i Instytutu Geografii i Przestrzennego Zagospodarowania PAN.

## Działalność naukowa
Urodzony w Chełmnie w 1934 r. Ukończył studia na Uniwersytecie Mikołaja Kopernika w Toruniu w 1956 r., na kierunku geografia. W 1962 obronił doktorat Rzeźba strefy marginalnej i typy deglacjacji lodowców południowego Spitsbergenu. Habilitował się w 1968 rozprawą Niektóre zagadnienia czwartorzędu na obszarze Spitsbergenu. W 1974 otrzymał tytuł profesora nadzwyczajnego nauk geograficznych, zaś w 1982 profesora zwyczajnego. Od 1975 członek PZPR
Wieloletni kierownik Zakładu Geomorfologii i Hydrologii Niżu IGiPZ PAN w Toruniu (1968–2004). W okresie 1969–2005 członek Rady Naukowej IGiPZ PAN. Promotor kilkunastu przewodów doktorskich. W latach 1993–2000 redaktor naczelny Przeglądu Geograficznego.
W latach 1959, 1960, 1972, 1975, 1978–1979 uczestnik wypraw naukowych na Spitsbergen. Kierownik największej polskiej wyprawy arktycznej w 1978 (budowa stacji naukowej na Spitsbergenie).
Większość publikacji poświęcił badaniom obszarów polarnych i zlodowaconych oraz, w późniejszym okresie, historii ich eksploracji. Wśród pierwszej grupy dominują zagadnienia związane z geomorfologią glacjalną, analizą teksturalną osadów i sedymentologią. Szczególną miejsce zajmuje analiza elementów kierunkowych w osadach morenowych. Druga grupa artykułów dotyczy odkrywania obszarów dalekiej północy, zwłaszcza archipelagu Svalbard.

## Odznaczenia
- Krzyż Kawalerski Orderu Odrodzenia Polski
- Złoty Krzyż Zasługi
- Medal 40-lecia Polski Ludowej
- Złota Odznaka Polskiego Towarzystwa Geograficznego
- Złota Odznaka Towarzystwa Wiedzy Powszechnej
- Medal Uniwersytetu w Ferrarze (Włochy)
- Medal Nicolaus Copernicus Thorunensis[5]

## Wybrane publikacje
- Jan Szupryczyński. Rzeźba i budowa geologiczna Dębowej Góry. „Studia Societatis Scientiarum Torunensis. Sectio C, Geographia et Geologia”. 3 (6), s. 671-684, 1958. Toruń: Towarzystwo Naukowe, Państwowe Wydaw. Naukowe Łódź. ISSN 0082-5549.
- Stefan Kozarski, Jan Szupryczyński. Terasy pradoliny Noteci między Nakłem a Milczem. „Przegląd Geograficzny”. 30 (4), s. 671-684, 1958. Warszawa: Instytut Geografii PAN.
- Jan Szupryczyński. Rzeźba strefy marginalnej i typy deglacjacji lodowców południowego Spitsbergenu. „Prace Geograficzne”. 39, s. 1-162, 1963. Warszawa: Państwowe Wydawnictwo Naukowe. ISSN 0012-5032.
- Jan Szupryczyński. Niektóre zagadnienia czwartorzędu na obszarze Spitsbergenu. „Prace Geograficzne”. 71, s. 1-127, 1968. Warszawa: Państwowe Wydawnictwo Naukowe. ISSN 0373-6547.
- Stefan Kozarski, Jan Szupryczyński. Formy i osady glacjalne na przedpolu lodowca Sidu (Islandia). „Dokumentacja Geograficzna”. 4, s. 1-80, 1978. Wrocław-Warszawa: Zakład Narodowy im. Ossolińskich - Wydawnictwo Polskiej Akademii Nauk. ISSN 0012-5032.
- Jan Szupryczyński. Wpływ zbiornika wodnego we Włocławku na środowisko geograficzne doliny Wisły. „Przegląd Geograficzny”. 53 (1), s. 155-164, 1981. Warszawa: Instytut Geografii PAN.
- Jan Szupryczyński (ed.). Zbiornik Włocławski - niektóre problemy z geografii fizycznej. „Dokumentacja Geograficzna”. 5, s. 1-105, 1986. Wrocław-Warszawa: Zakład Narodowy im. Ossolińskich - Wydawnictwo Polskiej Akademii Nauk. ISSN 0012-5032.
- Marek Grześ, Jan Szupryczyński. Large floods in the lower Vistula River. „GeoJournal”. 38 (3), s. 235-240, 1996. Warszawa: Instytut Geografii PAN.
- Jan Szupryczyński. Kaskada dolnej Wisły. „Przegląd Geograficzny”. 72 (1-2), s. 29-40, 2000. Warszawa: Instytut Geografii i Przestrzennego Zagospodarowania PAN.
- Jan Szupryczyński, Krzysztof Lankauf: Tekstura glin morenowych lodowca nr 69 (Tien-Szan). W: Andrzej Kostrzewski: Geneza, litologia i stratygrafia utworów czwartorzędowych. T. 3. Poznań: Wydawnictwo Naukowe UAM, 2001, s. 405-438. ISSN 0554-8128.
- Jan Szupryczyński. Eksploracje Spitsbergenu. „Przegląd Geograficzny”. 79 (3-4), s. 567-592, 2007. Warszawa: Instytut Geografii i Przestrzennego Zagospodarowania PAN.
- Jan Szupryczyński: Spitsbergen – okres terra nullius. W: Jacek Kozak, Małgorzata Luc: Geograf u progu ery kosmicznej. Wyd. 1. Kraków: Instytut Geografii i Gospodarki Przestrzennej Uniwersytetu Jagiellońskiego, 2009, s. 71-91. ISBN 978-83-88424-46-5.